# Tomás Jofré
El verdadero nombre de la localidad es Jorge Born, pero se ha hecho popularmente conocida por el nombre de su estación ferroviaria: Tomás Jofré. Está en la provincia de Buenos Aires, ubicada en el partido de Mercedes, sobre la ruta provincial 42, camino a posadas 2948. Es un importante centro turístico de fin de semana donde se puede disfrutar de la tradicional vida en el campo pampeano y polo gastronómico con 21 restaurantes registrados de manera oficial.
Se ubica a 12 km de la ciudad de Mercedes.

## Geografía

### Población
Cuenta con 191 habitantes (Indec, 2010), lo que representa un incremento del 25% frente a los 153 habitantes (Indec, 2001) del censo anterior.
| Gráfica de evolución demográfica de Tomás Jofré entre 1991 y 2010 |
|                                                                   |
| Fuente: Censos nacionales del INDEC                               |

### Sismicidad
La región responde a la «subfalla del río Paraná», y a la «subfalla del río de la Plata», con sismicidad baja; y su última expresión se produjo el 5 de junio de 1888 (136 años), a las 3.20 UTC-3, con una magnitud aproximadamente de 5,0 en la escala de Richter (terremoto del Río de la Plata de 1888).

### Cómo llegar desde Buenos Aires
Por Acceso Oeste hasta la ciudad de Luján, tomar la salida a RN5 (pK 62). Circular por esa Autopista hasta la salida a RP42 (pK 91), girar a la izquierda hacia Jorge Born. Continuar por ese mismo camino hasta llegar a Tomás Jofré.

## Historia
En 1905 llega el Doctor Tomás Jofré (abogado y legislador) a estos pagos, hace un desvío de vías y construye la estación y delimita físicamente el poblado. En el año 1911 el gobernador Arias, le pone el nombre de Jorge Born al pueblo y Tomás Jofré a la estación. En el año 1948 llega Rolando Fronteras al lugar y funda el almacén de ramos generales que lleva su nombre. Con el tiempo, por la necesidad de los visitantes, se convierte en el Comedor Fronteras, emblema del pueblo de Tomás Jofré desde el año 1948.

## Gastronomía
Hoy en día es popularmente conocido por su oferta gastronómica donde prevalece el formato "Tenedor libre". Uno de los pioneros en este rubro fue Silvano, popularmente conocido por sus famosos raviolones caseros. Una opción un poco más amplia e igualmente tradicional es el Almacén Fronteras, un antiguo almacén de ramos generales del año 1948 devenido en restaurante de campo, que además de sus pastas caseras ofrece también variados cortes de carnes a la parrilla. La Cabaña de Tomás Jofré y la Esquina de Campo son también restaurantes con mucha trayectoria en este pueblo rural que promete calidad y abundancia gastronómica.

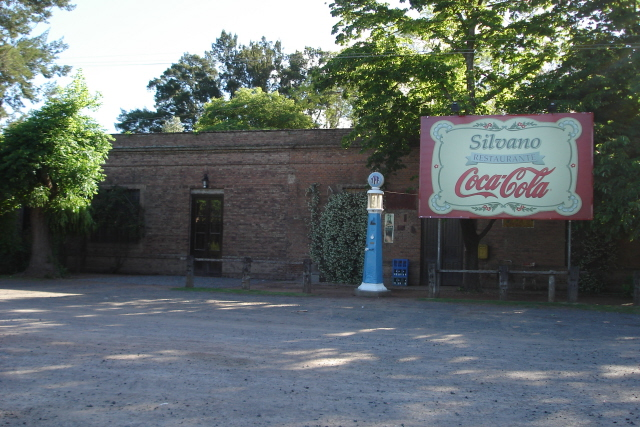
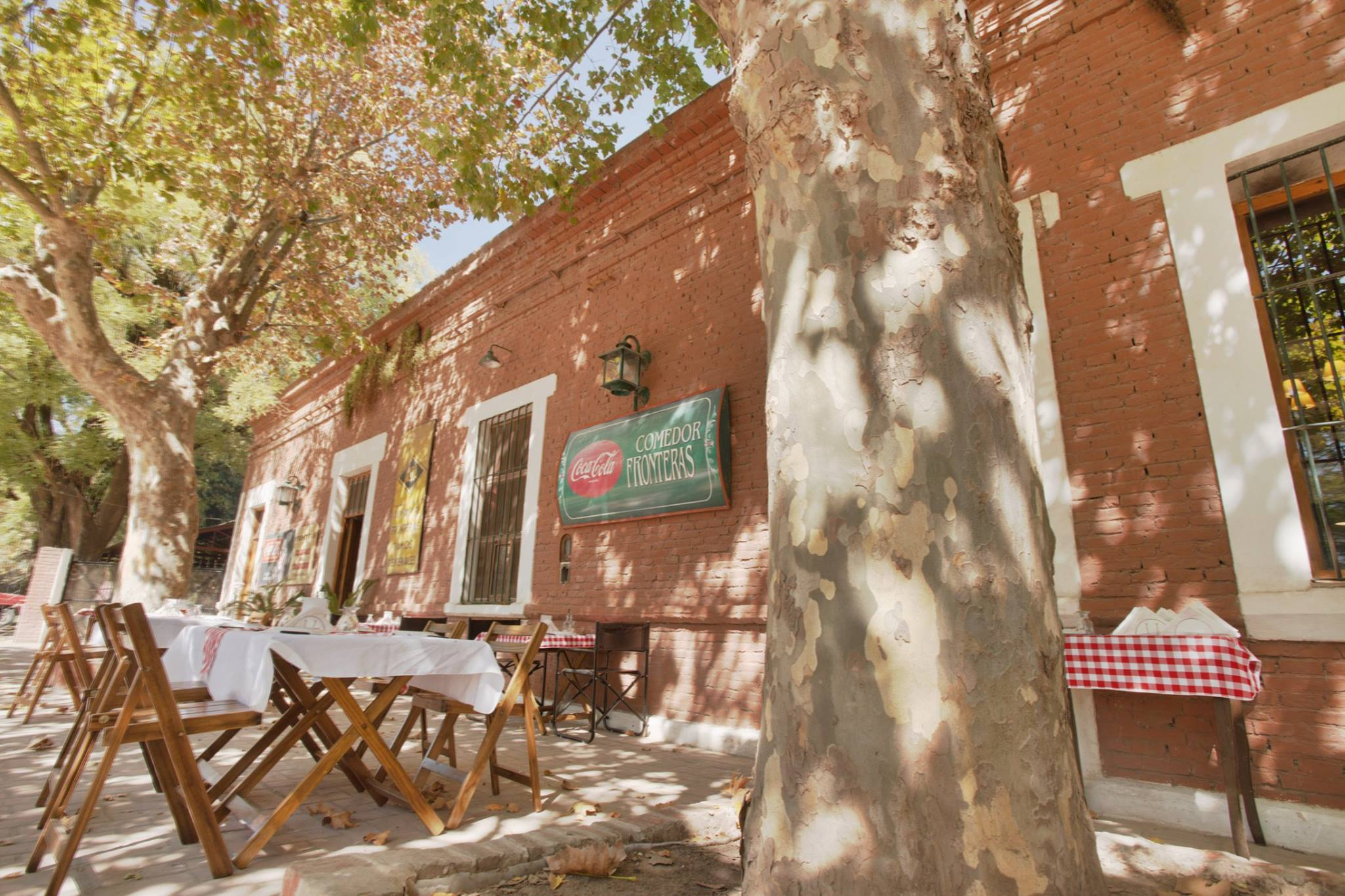
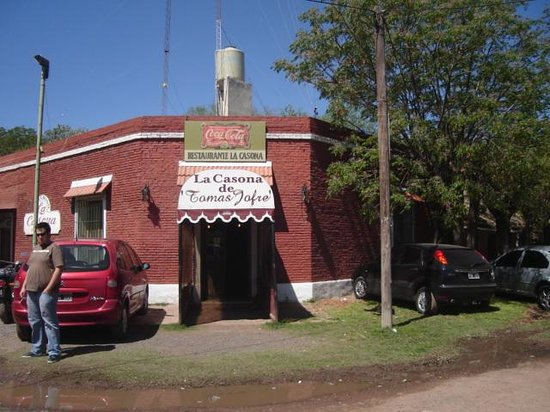